# 霍贾·艾哈迈德·亚萨维陵墓
霍賈·艾哈邁德·亞薩維陵墓（哈薩克語： (Qoja Axmet Yassawï kesenesi)）是位在哈萨克斯坦南部突厥斯坦的一座麻札。這座建築於1389年由帖木儿委託興建，他以統治以及擴張帖木儿帝国而知名。以取代著名的突厥詩人和蘇非神秘主義者艾哈迈德·亚萨维（1093－1166）的一座較小的12世紀陵墓。但是帖木儿於1405年去世，工程也隨之停止。